# Il primo cerchio
(Aleksandr Solženicyn, Il primo cerchio)
Il primo cerchio è un romanzo di Aleksandr Isaevič Solženicyn pubblicato nel 1968.
Il titolo del romanzo è ispirato al primo cerchio dell'Inferno di Dante, dove si trova il limbo (a cui viene appunto paragonata la šaraška, "campo di prigionia leggera" rispetto ai normali centri di detenzione staliniani). Nell'opera di Solženicyn vengono rievocati tre giorni della vita degli ospiti della šaraška di Marfino (una località tra Lobnya e il centro di Mosca), in cui venivano detenuti e lavoravano svariati scienziati e tecnici sovietici arrestati sulla base dell'articolo 58 del Codice penale sovietico durante il periodo staliniano, subito dopo la Seconda guerra mondiale. Diversamente dagli altri campi di prigionia dell'universo dei gulag, i detenuti della šaraška venivano adeguatamente nutriti e godevano di buone condizioni di lavoro (al contrario degli altri campi, infatti, non ci si dedicava a lavori molto pesanti all'aperto).
I detenuti lavoravano a progetti tecnici di supporto agli organi di sicurezza dello Stato e di salvaguardia dei poteri costituiti, voluti dai paranoici sospetti di Stalin. Nel romanzo si evidenzia il dilemma angoscioso dei detenuti, che da una parte erano ben consapevoli della loro migliore condizione di vita rispetto agli ospiti degli altri gulag; dall'altra si rendevano conto che con il loro lavoro favorivano la sopravvivenza proprio di quel regime che causava tante sofferenze. Alla fine del romanzo, parecchi, incluso il protagonista Gleb Nerzhin, scelgono di smettere di collaborare anche se questo significa essere espulsi dalla šaraška ed essere inviati in campi di concentramento ben più duri.

Al riguardo Solženicyn scrive «Il lupo ha ragione, il cannibale no!». Infatti nel lupo l'istinto di conservazione domina costantemente ogni manifestazione e la sopravvivenza è il risultato finale della costante lotta della bestia contro tutto quello che possa recarle danno. Se può essere opinabile l'applicazione dello stesso principio da parte dell'uomo, nel rapporto con la natura, è da condannare la sua determinazione di applicarlo nel rapporto coi propri simili. A questo punto "l'uomo cannibale" non ha più ragione.
Pagine significative, nella parte iniziale, sono quelle rivolte a Stalin, al suo pensiero, e alla sua vicinanza interiore con Hitler: 

## Edizioni italiane
- Il primo cerchio, traduzione di Pietro Zveteremich, Milano, Mondadori, 1968,  p. 746. - V ed. riveduta, Mondadori, 1970.
- Nel primo cerchio, traduzione di Denise Silvestri, postfazione di Anna Zafesova, Collana Sirin, Roma, Voland, 2018,  p. 949, ISBN 978-88-6243-359-4. [prima traduzione della versione integrale]